# Rutilia transfuga
Rutilia transfuga là một loài ruồi trong họ Tachinidae.